# Leif Amble-Naess
Leif Amble-Næss (8 de mayo de 1896 - 18 de enero de 1974) fue un director y actor sueco de origen noruego.

## Biografía
Nacido en Bjarkøy, Noruega, sus padres eran el clérigo Sighold Didrik Leonhard Næss y su esposa, Elise Amble. Amble-Næss trabajó para la compañía teatral noruega Norsk operetteselskap en 1915, y debutó sobre las tablas en 1916 en el Centralteatret de Oslo, donde trabajó hasta 1926. Después trabajó en el Teatro nacional, donde hizo exitosas escenificaciones de El murciélago y La viuda alegre, y en el Chat Noir de Oslo.
Tras actuar como invitado en Copenhague en 1935–1936, se mudó a Estocolmo en 1936, donde fue contratado como director y actor de revista para trabajar con Björn Hodell, Gustaf Wally y Karl Gerhard. Entre 1937 y 1961 dirigió más de 20 revistas de Kar de Mumma. Además, dirigió y actuó en algunos de los primeros espectáculos de Nils Poppe en el Fredriksdalsteatern de Helsingborg en los años 1960. Entre los teatros suecos en los cuales actuó, figuran el Teatro Oscar, el Blancheteatern, el Riksteatern y el Folkan. También actuó en una decena de producciones cinematográficas. 
Leif Amble-Næss falleció en Estocolmo, Suecia, en el año 1974. Sus restos se encuentran en el Columbario de la Iglesia Sankt Görans de Estocolmo. Había estado casado desde 1938 con la actriz Maritta Marke, y fue padre del actor Lars Amble y abuelo de Lolo Amble.

## Filmografía
- 1931 : Det stora barndopet
- 1933 : En stille flirt
- 1933 : Op med hodet!
- 1939 : Mot nya tider
- 1940 : Med dig i mina armar
- 1941 : Lärarinna på vift
- 1945 : Rattens musketörer
- 1954 : Flottans glada gossar
- 1954 : Seger i mörker
- 1956 : Skorpan
- 1958 : Du är mitt äventyr
- 1963 : Den gula bilen

## Teatro (selección)

### Director
- 1937 : Sverige åt Svensson, de Kar de Mumma, Södra Teatern, dirigida con Björn Hodell
- 1937 : Mitt i stan, de Kar de Mumma, Blancheteatern
- 1938 : I de bästa familjer, de Kar de Mumma, Blancheteatern
- 1939 : Tattar-adel, de Kar de Mumma, Blancheteatern
- 1940 : En herre med svans, de Kar de Mumma, Blancheteatern
- 1939 : La tía de Carlos, de Brandon Thomas, Södra teatern y Vasateatern[5][6]
- 1941 : Flaggan i topp, de Kar de Mumma, Södra teatern
- 1941 : Kar de Mummas ofullbordade, de Kar de Mumma, Blancheteatern
- 1942 : Boys in Blue, de Lajos Lajtai y Lauri Wylie, Teatro Oscar
- 1942 : Det glada 40-talet, de Kar de Mumma, Blancheteatern
- 1942 : Show Boat, de Jerome Kern y Oscar Hammerstein II, Teatro Oscar
- 1943 : Roberta, de Jerome Kern y Otto Harbach, Teatro Oscar
- 1943 : Solen har gått upp, de Kar de Mumma, Blancheteatern
- 1944 : Serenad, de Staffan Tjerneld y Lajos Lajtai, Teatro Oscar
- 1944 : Och han skämtar för dig, de Kar de Mumma, Blancheteatern
- 1946 : Kar de Mummas revystuga, de Kar de Mumma, Blancheteatern
- 1948 : Vaktparad, de Kar de Mumma, Blancheteatern
- 1949 : Låt människan skratta, de Kar de Mumma, Blancheteatern
- 1949 : Vi skrattar igen, de Nils Perne, Lars Perne y Sven Paddock, Scalateatern[7]
- 1950 : Skyll er själva, de Kar de Mumma, Blancheteatern
- 1951 : Karl Gerhards glädjehus, de Karl Gerhard, Chinateatern y Gotemburgo
- 1951 : Galoppmarknad, de Kar de Mumma, Blancheteatern
- 1952 : Stockholmskärlek, de Kar de Mumma, Blancheteatern
- 1953 : Nu blommar Kar de Mumman, de Kar de Mumma, Blancheteatern
- 1954 : Kar de Mumma-revyn, de Kar de Mumma, Blancheteatern
- 1955 : Flyttkalas, de Kar de Mumma, Folkan
- 1956 : Vi roar oss kungligt, de Kar de Mumma, Folkan
- 1957 : Ett uppskattat nöje, de Kar de Mumma, Folkan
- 1958 : Har den äran, de Kar de Mumma, Folkan
- 1959 : Välkomna till varje pris, de Kar de Mumma, Folkan
- 1960 : Kar de Mummas slottstappning, de Kar de Mumma, Folkan
- 1961 : Förälskad i Stockholm, de Kar de Mumma, Folkan
- 1967 : Sten Stensson Stéen, de Carl Otto Bergkvist, Fredriksdalsteatern
- 1968 : La tía de Carlos, de Brandon Thomas, adaptación de Carl Otto Bergkvist, Fredriksdalsteatern[8]

### Actor
- 1936 : Oh, du milde Antonius, de A Fenclo, Georg Brada y Jara Beneš, dirección de Carl Johannesson y Karl Kinch, Teatro Oscar[9]
- 1937 : Sverige åt Svensson, de Kar de Mumma, dirección de Björn Hodell y Leif Amble-Naess, Södra Teatern[10]
- 1941 : På solsidan, de Helge Krog, dirección de Hans Jacob Nilsen, Blancheteatern[11]
- 1941 : Kar de Mummas ofullbordade, de Kar de Mumma, dirección de Leif Amble-Næss, Blancheteatern[12]
- 1944 : Och han skämtar för dig, de Kar de Mumma, dirección de Leif Amble-Næss, Blancheteatern[13]
- 1950 : Skyll er själva, de Kar de Mumma, dirección de Leif Amble-Næss, Blancheteatern[14]
- 1967 : Sten Stensson Stéen, de Carl Otto Bergkvist, dirección de Leif Amble-Næss, Fredriksdalsteatern[15]